# Ozero Ljachovo
Ozero Ljachovo (ryska: Озеро Ляхово) är en sjö i Belarus.   Den ligger i voblasten Homels voblast, i den östra delen av landet, 250 km sydost om huvudstaden Minsk. Ozero Ljachovo ligger 116 meter över havet.
Omgivningarna runt Ozero Ljachovo är en mosaik av jordbruksmark och naturlig växtlighet. Runt Ozero Ljachovo är det ganska glesbefolkat, med 39 invånare per kvadratkilometer.